# De Havilland Sea Vixen
de Havilland Sea Vixen var ett tvåsitsigt jakt- och attackflygplan utvecklat av de Havilland för brittiska flottan. Sea Vixen var en vidareutveckling av de Havilland Sea Vampire och Sea Venom. Förutom att Sea Vixen var större och kunde ta mer last gjorde kombinationen av svept vinge och två motorer den betydligt snabbare än sina föregångare.

## Utveckling
Efter att Sea Vampire visat fördelarna med ett jetdrivet, radarutrustat allvädersjaktplan ombord på hangarfartyg utfärdade flottan 1949 en specifikation för ett nytt och mer kapabelt jaktflygplan. Den naturliga efterföljaren till Sea Vampire var Sea Venom. Det var ett billigare och relativt säkert alternativ som också togs i tjänst. Men de Havilland utvecklade också ett större och kraftfullare alternativ; Sea Vixen. Även Royal Air Force visade intresse för Vixen.
Den första prototypen genomförde sin första flygning 26 september 1951, men projektet fick ett allvarligt avbräck 6 september 1952 när prototypen havererade under en uppvisningsflygning på Farnborough Airport. Ena vingen vek sig och delar av flygplanet landade i publiken där 29 människor omkom. Det visade sig att vingkonstruktionen var för svag och behövde göras om. Det ledde till att flygvapnet i stället valde Gloster Javelin och flottan tog Sea Venom i tjänst. Sea Venom var dock bara marginellt bättre än de Sea Vampire som de var tänkta att ersätta, så när den nya konstruktionen var klar 1955 beställde flottan tio stycken provexemplar. Den nya vingen var dock inte vikbar, vilket var ett krav från flottan för att kunna basera flygplan på hangarfartyg. Den 20 mars 1957 flög det första produktionsexemplaret. Den hade fällbara vingar, men de fyra automatkanoner som ursprungligen ingick i konstruktionen var nu borttagna. En första beställning på 35 flygplan började levereras i november 1957.
De brittiska försvarsnedskärningarna 1957 lade en hämsko på nästan all flygutveckling, men 1963 lanserade de Havilland den något förbättrad versionen Sea Vixen FAW.2 med längre stjärtbommar med plats för mer bränsle, samt förmågan att bära den nya jaktroboten Red Top och attackroboten Bullpup. Den mest välkomna förbättringen var dock att radaroperatören fick en glashuv. Huven var ganska platt och gav fortfarande ingen sikt framåt, men den gav bra sikt uppåt och dessutom kunde radaroperatören nu skjuta ut sig med katapultstol genom huven, vilket ökade överlevnadschanserna i en nödsituation.
Under slutet av 1960-talet började Phantom ersätta Sea Vixen som hangarfartygsbaserat jaktflygplan och de sista togs ur tjänst 1972. Sea Vixens radar och vapensystem hade vid det laget börjat bli omoderna, men flygplanen var fortfarande i gott skick. Det gjorde att några flygplan blev tilldelade andra roller som målbogserare (TT.2) och övningsflygplan för operatörer av målrobotar (D.3). Sea Vixens blev också hett eftertraktade objekt på den civila marknaden, och det finns än idag civilregistrerade Sea Vixens. Ett exemplar (registreringsnummer G-CVIX, tidigare XP924) var i flygbart skick fram till 6 april 2012 då landningsstället kollapsade vid en landning på Bournemouth.

## Konstruktion
Sea Vixen har tydliga likheter med sina äldre bröder, framför allt de dubbla stjärtbommarna och besättningens placering sida-vid-sida. En märkbar skillnad är dock att radaroperatören i Sea Vixen inte sitter i samma nivå som piloten, utan nere i flygkroppen utan sikt framåt. Platsen kallades för ”kolboxen” på grund av avsaknaden av utsikt, något som förbättrades något i och med införandet av modellen FAW.2.
Enligt vissa källor skulle Sea Vixen vara kapabel till överljudsfart. Det stämmer inte. Flygplanet saknade efterbrännkammare var inte konstruerat enligt arearegeln. Den stora vingytan som var nödvändig för att ett så stort flygplan skulle kunna starta från ett hangarfartyg har ett transsoniskt luftmotstånd som inte kan övervinnas av jetmotorernas dragkraft.

## Användare
- Fleet Air Arm[6]
  - 700 Naval Air Squadron, Yeovilton
  - 766 Training Squadron, Yeovilton
  - 890 Naval Air Squadron, HMS Hermes och HMS Ark Royal
  - 892 Naval Air Squadron, HMS Victorious, HMS Ark Royal, HMS Centaur och HMS Hermes
  - 893 Naval Air Squadron, HMS Victorious, HMS Ark Royal, HMS Centaur och HMS Hermes
  - 899 Naval Air Squadron, HMS Victorious och HMS Eagle

## Varianter
- DH.110 – Första prototypen. Kraschade 6 september 1952.
- DH.110 Mk.20X – Förproduktionsserie med förstärkt vinge. 10 byggda.
- FAW.1 – Första produktionsserien med fällbara vingar. Ursprungligen betecknad FAW.20. Drygt 100 byggda.
- FAW.2 – Förbättrad version med längre stjärtbommar med mer bränsle, ny beväpning och ny huv för radaroperatören. 29 byggda och 67 ombyggda från FAW.1.
- D.3 – Ombyggda till fjärrstyrda målflygplan. Används för utbildning av målrobotoperatörer. 5 ombyggda från FAW.2.
- TT.2 – Ombyggda till målbogserare.